# Le Voyage au Groenland
Pour plus de détails, voir Fiche technique et Distribution.
Le Voyage au Groenland est une comédie dramatique française réalisée par Sébastien Betbeder, sortie en 2016.
Il est présenté en sélection ACID au Festival de Cannes 2016.
Ce long métrage est la suite du court métrage Le Film que nous tournerons au Groenland, qui était lui-même la suite du court métrage Inupiluk.

## Synopsis
Thomas part à Kullorsuaq au Groenland avec son ami Thomas pour voir son père qui y vit depuis une vingtaine d'années. Les deux jeunes comédiens vont découvrir une communauté inuit relativement isolée du monde.

## Fiche technique
- Titre : Le Voyage au Groenland
- Titre de travail : Voyage à Kullorsuaq[1]
- Réalisation : Sébastien Betbeder
- Scénario : Sébastien Betbeder
- Musique : Minizza
- Montage : Céline Canard
- Photographie : Sébastien Godefroy
- Son : Roman Dymny
- Costumes : Anne Billette
- Production : Frédéric Dubreuil
  - Coproduction : William Jéhannin et Louise Entgen
- Société de production : Envie de Tempête Productions, en coproduction avec UFO et Bobi Lux
- Société de distribution : UFO Distribution
- Pays d'origine :  France
- Genre : comédie dramatique
- Format : couleur
- Durée : 98 minutes
- Dates de sortie :
  - France : 15 mai 2016 (Festival de Cannes 2016), 30 novembre 2016 (sortie nationale)

## Distribution
- Thomas Blanchard : Thomas, le fils de Nathan
- Thomas Scimeca : Thomas
- François Chattot : Nathan, le père de Thomas B
- Ole Eliassen : Ole
- Adam Eskilden : Adam
- Benedikte Eliassen
- Mathias Petersen
- Judith Henry : la prof de théâtre
- Martin Jensen

## Accueil

### Accueil critique
Pour Sophie Avon, dans Sud Ouest, Le Voyage au Groenland est « une fable à haute valeur ajoutée [...], une comédie anthropologique où la fiction amicale et filiale qui s’y déploie met face à face des personnages attachants, dessinés d’une plume légère et juste : Thomas et Thomas, donc, mais aussi Nathan, le père, et tous les habitants de Kullorsuaq qui tels des dieux bien disposés, veillent sur leurs invités et leur donnent une idée de ce qui les dépassent. Comme dans tout bon récit d’apprentissage, ils leur enseignent à être plus grands. ».
Pour Théo Ribeton, dans Les Inrockuptibles, Le Voyage au Groenland est un film « délibérément naïf [...] qui défile à la fois comme une BD initiatique et une petite comédie du déphasage. ».
Pour Jacques Morice, dans Télérama, Le Voyage au Groenland est une « comédie douce-amère, qui prend son temps pour nous toucher, nous faire rire ou rêver, dans des paysages de glace insolites. Le scénario aurait mérité d'être un peu plus étoffé — le caractère juvénile des antihéros et leur maladresse virent parfois à la facilité. Mais le film parle bien des différences culturelles et de la difficulté à se réaliser. Et exhale un charme certain, dépaysant à coup sûr. ».

### Box-office
- France : 65 519 entrées[5]